# 牧泰昌
牧 泰昌（まき やすまさ、1953年〈昭和28年〉6月14日 - 2025年〈令和7年〉8月12日）は、日本の実業家、ラジオパーソナリティ。北海道函館市出身。

## 略歴・人物
- 札幌市立中島中学校[3]、札幌光星高等学校、日本大学芸術学部文芸学科卒業[1]。在学中は落語研究会に所属。血液型はO型、星座はふたご座。わんことあんこをこよなく愛している。
- 札幌市すすきので1961年に創業し、円山で営業していた[4]焼肉店『銀座園』を経営する傍ら[3]、STVラジオのパーソナリティーを1978年から1990年・2002年から晩年まで務めていた[5]。焼肉店のスマートな来店客に憧れ「おかげさまです、ありがとう」を座右の銘とし[3]、「言葉は陽だまりよりもあたたかい」をモットーとして番組に臨んでいた[6]。
- 札幌青年会議所第42代理事長[7]、札幌拠点のアイスホッケークラブチーム「札幌ポラリス」理事長を歴任[8]、北海道バウンドテニス協会会長[9]、社会福祉法人北海道いのちの電話理事・事業推進委員長としても活動[10]。
- 2025年8月12日死去。73歳没[6]。

## 担当番組
- アクションワイド[5]（昼ワイド番組内でのすすきの情報担当。パーソナリティーは高野義雄アナ、真島圭子アナ）
- リクエスト大行進（1978年-1980年、堺なおこアナと担当）[1]
- こちらヤンスタ ベスト100[6]（石田久美子アナと担当）
- ドライビングパートナー・ラジオスクランブル[6]（1981年-1986年9月、巻山晃アナ（81年-83年）、春日和彦アナ（83年-86年）と担当）[1]
- ドライビングパートナー・STVホットライン（1986年10月-1990年9月:パーソナリティ[1]、2003年:コメンテーター）
- アタックヤング[6]（1984年-1985年）
- サタデーホットライン（1990年10月-1991年3月、土曜ナイターオフのワイド）。
- どさんこワイド（コメンテーター 1993年-1994年）
- 牧泰昌のホットスクランブル[6]（2003年10月-2006年3月30日）
- 牧泰昌の夕やけジャーナル[6][11]（2006年4月3日-2008年3月）
- 牧やすまさのスーパースクランブル（2008年3月31日-2011年3月）
- 牧とのりおのスーパースクランブル（2011年4月4日-2013年3月）
- どさんこラジオ[6]（2013年4月-2015年3月）
- 吉川のりおの聞いてナットク のりのりラジオ（2015年4月 - 2016年3月）
- 情報アライブ[6]（2016年4月 - 2018年3月）
- 牧やすまさ 路地裏のスピリッツ[6]（2018年4月2日 - 2025年7月11日）
- ウイークエンドバラエティ 日高晤郎ショー フォーエバー (2019年1月26日 吉川典雄アナウンサー、インフルエンザ罹患による代打として14時からエンディングまで出演）